# Saint-Sauveur (Finistère)
Saint-Sauveur è un comune francese di 804 abitanti situato nel dipartimento del Finistère nella regione della Bretagna.

## Società

### Evoluzione demografica
Abitanti censiti